# No Need to Argue
No Need to Argue è il secondo album in studio del gruppo musicale irlandese The Cranberries, pubblicato dalla Island Records nel 1994.

## Il disco
Pubblicato nel settembre 1994 No Need to Argue (in italiano Nessun bisogno di discutere) è il secondo album del complesso folk rock irlandese dei Cranberries. Album di grande impatto viene ricordato soprattutto per la hit Zombie che parla del conflitto anglo-irlandese e in particolare dei Troubles in Irlanda del Nord, canzone accompagnata da un video altrettanto forte, e dalla dolce Ode to My Family.
L'album in generale è pervaso da atmosfere piuttosto tristi, con poche tracce che cambiano completamente ritmo rispetto al resto, come I Can't Be with You e Ridiculous Thoughts, nel cui videoclip recita un giovane Elijah Wood. Menzione particolare in questo senso alla traccia di chiusura, omonima dell'album, che vede Dolores O'Riordan cantare accompagnata soltanto dal suono dell'organo.
L'album è stato ripubblicato nel 2002 con il titolo No Need to Argue (The Complete Sessions 1994-1995) con cinque tracce aggiuntive precedentemente pubblicate come b-side dei singoli tratti dall'album originale.
La ristampa del disco in versione doppio CD e doppio LP è stata pubblicata il 13 novembre 2020.

## Tracce
1. Ode to My Family – 4:30 (Noel Hogan, Dolores O'Riordan)
2. I Can't Be with You – 3:07 (Dolores O'Riordan)
3. Twenty One – 3:08 (Noel Hogan, Dolores O'Riordan)
4. Zombie – 5:06 (Dolores O'Riordan)
5. Empty – 3:26 (Noel Hogan, Dolores O'Riordan)
6. Everything I Said – 3:53 (Noel Hogan, Dolores O'Riordan)
7. The Icicle Melts – 2:54 (Dolores O'Riordan)
8. Disappointment – 4:14 (Noel Hogan, Dolores O'Riordan)
9. Ridiculous Thoughts – 4:31 (Noel Hogan, Dolores O'Riordan)
10. Dreaming My Dreams – 3:37 (Dolores O'Riordan)
11. Yeat's Grave – 3:00 (Dolores O'Riordan)
12. Daffodil Lament – 6:09 (Dolores O'Riordan)
13. No Need to Argue – 2:56 (Dolores O'Riordan)

Durata totale: 50:31
The Complete Sessions 1994-1995
1. Away – 2:38 (Dolores O'Riordan)
2. I Don't Need – 3:32 (Noel Hogan, Dolores O'Riordan)
3. (They Long to Be) Close to You – 2:41 (Burt Bacharach, Hal David))
4. So Cold in Ireland – 4:45 (Dolores O'Riordan)
5. Zombie (Camel's Hump mix) – 7:54 (Dolores O'Riordan)

Durata totale: 21:30

### The Live EP
Nel 1994 fu pubblicata una edizione limitata dell'album con un secondo CD contenente quattro brani registrati dal vivo (registrati dal vivo al Féile Festival di Tipperary il 30 luglio 1994).
Tracce
1. Zombie – 5:17 (Dolores O'Riordan)
2. Dreams – 4:25 (Noel Hogan, Dolores O'Riordan)
3. Linger – 5:24 (Noel Hogan, Dolores O'Riordan)
4. Ridiculous Thoughts – 4:17 (Noel Hogan, Dolores O'Riordan)

Durata totale: 19:23

## Formazione
- Dolores O'Riordan - voce, chitarra elettrica e acustica, tastiera
- Noel Hogan - chitarra elettrica e acustica
- Mike Hogan - basso elettrico
- Fergal Lawler - batteria, percussioni

## Edizioni
- 1994 – LP, Island Records ILPS 8029 / 524 050-1, Regno Unito
- 1994 – CD, Island Records CID 8029 / 524 050-2, Regno Unito
- 1994 – MC, Island Records ICT 8029 / 524 050-4, Regno Unito
- 1994 – LP, Island Records BMG 74321 23344 1, Europa
- 1994 – CD, Island Records BMG 74321 23344 2, Europa
- 1994 – CD, Island Records 314 524 050-2, USA
- 1994 – No Need to Argue + The Live "E.P.", CD (doppio), Island Records CIDZ 8029 / 542 083-2 + 854 215-2, Europa
- 2002 – No Need to Argue (The Complete Sessions 1994-1995), CD, Island Records 314 586 709-2, Rimasterizzato

### Singoli
- 1994 – Zombie, Island Records
- 1994 – Ode to My Family, Island Records
- 1995 – I Can't Be with You, Island Records
- 1995 – Ridiculous Thoughts, Island Records